# 林海帆
林海帆（1962年—），浙江温州人，美籍华裔干细胞生物学家。他是耶鲁大学细胞生物学尤金·希金斯讲座教授，以及耶鲁干细胞中心的创始主任。他之前在杜克大学创立并领导了干细胞研究项目。因其对干细胞研究的重大贡献，他在2018年入选美国国家科学院和美国文理科学院。

## 生平
林海帆1962年出生于温州洞头区北岙街道，1982年获得了复旦大学生物化学专业学士学位。他前往美国，在康奈尔大学攻读研究生，并于1990年获得基因与发育学专业博士学位。1990年至1994年，他在美国卡内基科学研究所作简·科芬·查尔兹医学研究员，从事博士后研究。
1994至2006年，他在杜克大学医学院任教，并于2005年建立了干细胞研究项目。2006年至今任耶鲁大学医学院的细胞生物学尤金·希金斯讲座教授、遗传学教授、妇产与生殖学教授、皮肤病学教授，以及耶鲁干细胞中心创始主任。
林海帆自2013年7月起兼任上海科技大学免疫化学研究所教授，2014至2022年兼任上海科技大学生命科学与技术学院创始院长，同时保留其在耶鲁大学的职位。
林海帆的工作重点是干细胞的自我更新机制，尤其是小RNA介导的基因调控机制。他的研究使用“果蝇”种系干细胞、小鼠种系干细胞和小鼠胚胎干细胞作为模型。他还研究种系发育和干细胞相关的癌症。
林海帆在干细胞和发育生物学研究反面具有突出贡献，尤其是他发现了PIWI/Argonaute（AGO）基因家族和piRNA，并为阐明不对称干细胞分裂和证明干细胞生态位理论作出了贡献。《科学》期刊将piRNA的发现，评为2006年十大年度突破之一。近年来，他阐明了PIWI-piRNA通路在mRNA和lncRNA的表观遗传编程和转录后调控中的关键作用（见#主要研究成果）。
林海帆在全球科学界扮演过无数领导角色。他是国际干细胞研究学会（ISSCR）主席（2022－2023），并曾担任ISSCR主任（2009－2019、2020至今）、财务主管（2013－2016）、执行委员会成员、副主席（2020－2021）、当选主席（2021－2022）、财务委员会主席（2013－2016）、出版委员会主席（2009－2012）和年会计划委员会主席（2010－2011）。他领导创办了ISSCR官方期刊《干细胞报告》（2010－2012）。
林海帆还曾服务于纽约干细胞基金会医学顾问理事会（2009至今）、美国国立卫生研究院（NIH）主任先锋奖评选委员会（2009）、NIH研究部门（1998－2005、2007、2012、2014、2019－2020）、美国华人生物学研究者协会理事会（2002－2008）、美国华人生物科学家协会理事会（2008－2011）、日本RIKEN发育生物学中心顾问委员会（2007－2015）、简·科芬·查尔兹医学研究纪念基金会科学顾问委员会（2011－2015）、中国科技部国家重点干细胞研究顾问委员会（2011－2014）、汕头大学理事会（2010－2015）、康涅狄格科学与工程院理事会（2013－2016）。他也是康涅狄格州政府生命科学咨询小组的联合创始人和核心成员（2011－2012），并在康涅狄格创新生物科学基金会顾问理事会任职（2017－2020）。

## 荣誉
| 年份             | 颁奖机构（英文）                                                                       | 颁奖机构（中文）                   | 奖项（英文）                                                                | 奖项（中文）                            | 备注               |
| ---------------- | -------------------------------------------------------------------------------------- | ---------------------------------- | --------------------------------------------------------------------------- | --------------------------------------- | ------------------ |
| 2019             | Chinese Association for Science and Technology, USA                                    | 美国华人科学技术协会               | Outstanding Science and Innovation Award                                    | 杰出科学与创新奖                        |                    |
| 2015             | Society for the Study of Reproduction                                                  | 生殖研究学会                       | Research Award                                                              | 研究奖                                  |                    |
| 2007、2010、2014 |                                                                                        |                                    | G. Harold and Leila Y. Mathers Award                                        | G·哈罗德和莱拉·Y·马瑟斯奖               |                    |
| 2013             | Chinese Biological Investigators Society, USA                                          | 美国华人生物学研究者协会           | Ray Wu Award                                                                | 吴瑞奖                                  | 协会最高荣誉       |
| 2012             | National Institutes of Health                                                          | 美国国立卫生研究院                 | MERIT Award                                                                 | MERIT奖                                 |                    |
| 2010             | National Institutes of Health                                                          | 美国国立卫生研究院                 | Director's Pioneer Award                                                    | 院长先锋奖                              |                    |
| 2010             | Ellison Medical Foundation                                                             | 埃里森医学基金会                   | Senior Scholar Award                                                        | 高级学者奖                              |                    |
| 2010             | North America Fudan Alumni Association                                                 | 复旦大学北美校友会                 | Outstanding Fudan University Alumnus Award                                  | 复旦大学杰出校友奖                      |                    |
| 2009             | Laura Hartenbaum Breast Cancer Foundation                                              | 劳拉·哈腾鲍姆乳腺癌基金会          | Legacy for Hope Award                                                       | 希望遗产奖                              |                    |
| 2008             | American Society of Andrology                                                          | 美国男科学会                       | Lecturer Award                                                              | 讲师奖                                  |                    |
| 1996             | David and Lucile Packard Foundation                                                    | 戴维及露西尔·帕卡德基金会          | Packard Fellowships for Science and Engineering                             | 帕卡德科学与工程奖学金                  |                    |
| 1996             | American Cancer Society                                                                | 美国癌症协会                       | Junior Faculty Research Award                                               | 青年教师研究奖                          |                    |
| 1996             | March of Dimes                                                                         | 帝梅斯征程                         | Basil O'Connor Scholar Research Award                                       | 巴兹尔·奥康纳学者研究奖                 |                    |
| 1990             | Jane Coffin Childs Memorial Fund for Medical Research                                  | 简·科芬·查尔兹医学研究纪念基金会   | Fellow for Medical Research                                                 | 医学研究员                              |                    |
| 1990             | Genetics Society of America                                                            | 美国遗传学学会                     | Larry Sandler Memorial Award for the best Ph.D. thesis research in Genetics | 遗传学研究最佳博士论文拉里·桑德勒纪念奖 | 第二名             |
| 1989             | Cornell University                                                                     | 康奈尔大学                         | Sage Graduate Fellowship                                                    | 圣人研究生奖学金                        |                    |
| 1987             | Cornell University                                                                     | 康奈尔大学                         | Wu Memorial Award                                                           | 吴大猷纪念奖                            |                    |
| 1982             | China and United States Biochemistry and Molecular Biology Examinations and Admissions | 中美生物化学与分子生物学考试与招生 | Fellowship                                                                  | 奖学金                                  | 前十名             |
| 1982             | Fudan University                                                                       | 复旦大学                           | Scholarship                                                                 | 奖学金                                  | 首届复旦大学奖学金 |
| 1980、1981、1982 | Fudan University                                                                       | 复旦大学                           | University-level Honors Student                                             | 校级三好学生                            |                    |
| 1979             | Fudan University                                                                       | 复旦大学                           | Honors Student                                                              | 三好学生                                |                    |

| 年份 | 机构（英文）                                        | 机构（中文）         | 会员称号（英文） | 会员称号（中文） | 备注  |
| ---- | --------------------------------------------------- | -------------------- | ---------------- | ---------------- | ----- |
| 2021 | Chinese Academy of Sciences                         | 中国科学院           | Foreign Member   | 外籍院士         | [ 8 ] |
| 2018 | US National Academy of Sciences                     | 美国国家科学院       | Member           | 院士             | [ 9 ] |
| 2018 | American Academy of Arts and Sciences               | 美国文理科学院       | Member           | 院士             | [ 3 ] |
| 2010 | American Association for the Advancement of Science | 美国科学促进会       | Fellow           | 会士             |       |
| 2007 | Connecticut Academy of Science and Engineering      | 康涅狄格科学与工程院 | Member           | 院士             |       |

## 中国行动计划案
根据特朗普政府的中国行动计划，联邦机构对林海帆进行了调查。政府对林海帆的指控仍不清楚。他没有被捕，也未被控任何罪行。2022年1月，林海帆被耶鲁大学暂时停职，并被禁止运行其实验室。2022年4月，此案被拜登政府的司法部撤销，耶鲁也恢复了林海帆的职务。
在林海帆被停职期间，耶鲁大学教职员工对其大力声援，其中包括：2022年3月9日，近百名耶鲁教授联名致信耶鲁大学校长彼得·萨洛维，呼吁全面恢复其职务。此外，2022年3月17日，耶鲁细胞生物学系和耶鲁干细胞中心发表联合声明指出：“林海帆不仅是一位才华横溢的科学家和导师，当选美国国家科学院院士便是对其卓越地位的认可，他也是一位我们所熟知的极其正直的领导人。我们对他充满信心。我们同样相信，司法部的调查只会揭露他是欠考虑的联邦政策的受害者。”

## 主要研究成果
* 共同第一作者；# 共同通讯作者
- Cheng, E.C.*; Hsieh, C.L.*; Liu, N.; Wang, J.; Zhong, M.; Chen, T.; Li, E.; 林海帆.  [减数分裂期间同源染色体配对和结合中SetDB1的基本功能]. 细胞报导. 2021, 34: 108575 （英语）.
- Hsieh, C.L.; Xia, J.; 林海帆.  [MIWI通过切割多余的卫星RNA来防止减数分裂期间的非整倍体]. EMBO期刊（英语：The EMBO Journal）. 2020, 39: e103614 （英语）.
- Uyhazi, K.; Yang, Y.; Liu, N.; Qi, H.; Huang, X.; Mak, W.; Weatherbee, S.; de Prisco, N.; Gennarino, V.A.; Song, X.; 林海帆.  [Pumilio蛋白质利用独特的调节机制实现多能性和胚胎发生所需的互补功能]. 美国国家科学院院刊. 2020, 117: 7851－7862 （英语）.
- Shi, S.; Yang, Z.-Z.; Liu, S.; Yang, F.; 林海帆.  [PIWIL1会通过piRNA独立机制促进胃癌]. 美国国家科学院院刊. 2020, 117: 22390－22401 （英语）.
- Watanabe, T.; Cui, X.; Yuan, Z.; Qi, H.; 林海帆.  [MIWI2从piRNA依赖区域瞄准转录RNA，用于小鼠原精原细胞甲基化]. EMBO期刊. 2018, 37: e95329 （英语）.
- Zhang, M.; Chen, D.; Xia, J.; Han, W.; Hermes, G.; Sestan, S.; 林海帆.  [Pumilio蛋白对小鼠神经发生的转录后调控]. 基因与发育（英语：Genes & Development）. 2017, 31: 1－16 （英语）.
- Peng, J.C.*#; Anton Valouev, A.*; Liu, N.; 林海帆#.  [Piwi通过对多梳家族蛋白的负调控维持果蝇中的种系干细胞和卵子发生]. 自然-遗传学. 2016, 48: 283－291 （英语）.
- Wang, Z.; Liu, N.; Shi, S.; Liu, S.; 林海帆.  [Argonaute家族蛋白PIWIL4在乳腺癌中的作用]. 生物化学杂志. 2016, 291: 10646－10658 （英语）.（教师1000典型“具有特殊意义的论文”）
- Watanabe, T.; Cheng, E.-C.; Zhong, M.; 林海帆.  [反转录转座子和假基因通过种系中的piRNA通路调节mRNA和lncRNA]. 基因组研究（英语：Genome Research）. 2015, 25: 368－380 （英语）.
- Juliano, C.E.; Reich, A.; Liu, N.; Uman, S.; Wessel, G.W.; Steele, R.E.; 林海帆.  [水螅成体干细胞PIWI-piRNA通路分析]. 美国国家科学院院刊. 2014, 111: 337－342 （英语）.
- Saxe, J.P.; Chen, M.; Zhao, H.; 林海帆.  [Tdrkh对精子发生至关重要，并参与种系中的初级piRNA生物发生]. EMBO期刊. 2013, 32: 1869－1885 （英语）.
- Huang, X.A.*; Yin, H.*; Sweeney, S.; Raha, D.; Snyder, M; 林海帆.  [一种由piRNA引导的主要表观遗传编程机制]. 发育细胞（英语：Developmental Cell）. 2013, 24: 502－516 （英语）.（特色文章）
- Beyret, E.; 林海帆.  [成年小鼠的piRNA生物发生独立于乒乓机制]. 细胞研究. 2012, 22: 1429－1439 （英语）.（封面特别论文）
- Chen, D.; Zheng, W.; Lin, A.; Uyhazi, K.; Zhao, H.; 林海帆.  [Pumilio 1抑制p53的多重催化剂以保护精子发生]. 当代生物学. 2012, 22: 420－425 （英语）.
- Gangaraju, V.K.; Yin, H.; Weiner, M.M.; Wang, J.; Huang, A.X.; 林海帆.  [果蝇Piwi在Hsp90介导的表型变异抑制中的功能]. 自然-遗传学. 2010, 43: 153－158 （英语）.
- Szakmary, A.; Mary Reedy, M.; Qi, H.-Y.; 林海帆.  [Yb 蛋白定位于一种新的细胞质结构并调节雌雄果蝇的种系干细胞分裂]. 细胞生物学期刊（英语：Journal of Cell Biology）. 2009, 185: 613－627 （英语）.
- Wang, J.; Saxe, J.P.; Tanaka, T.; Chuma, S.; 林海帆.  [在调节精子发生时Mili与都铎域（英语：Tudor domain）包含蛋白1（Tdrd1）相互作用]. 当代生物学. 2009, 19: 640－644 （英语）.（封面故事）
- Yin, H.; 林海帆.  [PIWI和PIWI相关piRNA在黑腹果蝇中的表观遗传激活作用]. 自然. 2007, 450: 304－308 （英语）.
- Brower-Toland, B.*; Findley, S.*; Jiang, L.; Liu, L.; Dus, M.; Zhou, P.; Elgin, S.; 林海帆.  [果蝇PIWI联合染色质并直接与HP1a交互]. 基因与发育. 2007, 21: 2300－2311 （英语）.（封面故事）
- Megosh, H.*; Cox, D.N.*; Chris Campbell, C; 林海帆.  [PIWI和miRNA机制在果蝇种系测定中的作用]. 当代生物学. 2006, 16: 1884－1894 （英语）.
- Grivna, S.T.; Pyhtila, B.; 林海帆.  [MIWI与翻译机制相关联和调节精子发生中与PIWI交互的RNA（piRNA）]. 美国国家科学院院刊. 2006, 103: 13415－13420 （英语）.（被《科学》评为2006年度十大突破之一）
- Grivna, S.T.*; Beyret, E.*; Wang, Z.; 林海帆.  [小鼠生精细胞中的一类新型小RNA]. 基因与发育. 2006, 20: 1709－1714 （英语）.（封面特别故事；被《科学》评为2006年度十大突破之一）
- Wang, Z.; 林海帆.  [nanos通过阻止分化来维持种系干细胞的自我更新]. 科学. 2004, 303: 2016－2019 （英语）.
- Deng, W.; 林海帆.  [miwi是piwi的鼠类同系物，编码精子发生所必需的细胞质蛋白]. 发育细胞. 2002, 2: 819－830 （英语）.
- King, F.J.; Szakmary, A.; Cox, D.N.; 林海帆.  [Yb通过果蝇卵巢中的piwi和hh介导机制调节种系和成体干细胞的分裂]. 分子细胞（英语：Molecular Cell）. 2001, 7: 497－508 （英语）.
- Cox, D.N.; Chao, A.; Baker, J.; Chang, L.; Qiao, D.; 林海帆.  [由piwi定义的一类新的进化保守基因对于干细胞自我更新至关重要]. 基因与发育. 1998, 12: 3715－3727 （英语）.（封面特别故事）
- Forbes, A.; Spradling, A.C.; Ingham, P.; 林海帆.  [片段极性基因在果蝇早期卵子发生过程中的作用]. 发育（英语：Development (journal)）. 1996, 122: 3283－3294 （英语）.
- 林海帆; Spradling, A.C.  [一组新的pumilio突变影响果蝇卵巢中种系干细胞的不对称分裂]. 发育. 1997, 124: 2463－2476 （英语）.
- 林海帆; Spradling, C.S.  [移植的果蝇Germaria中的种系干细胞分裂和卵室发育]. 发育生物学（英语：Developmental Biology (journal)）. 1993, 159: 140－152 （英语）.
- 林海帆; Wolfner, M.F.  [果蝇母系效应基因fs(1)Ya编码胚胎有丝分裂所需的细胞周期依赖性核膜成分]. 细胞. 1991, 64: 49－62 （英语）.